# Malyje Korely

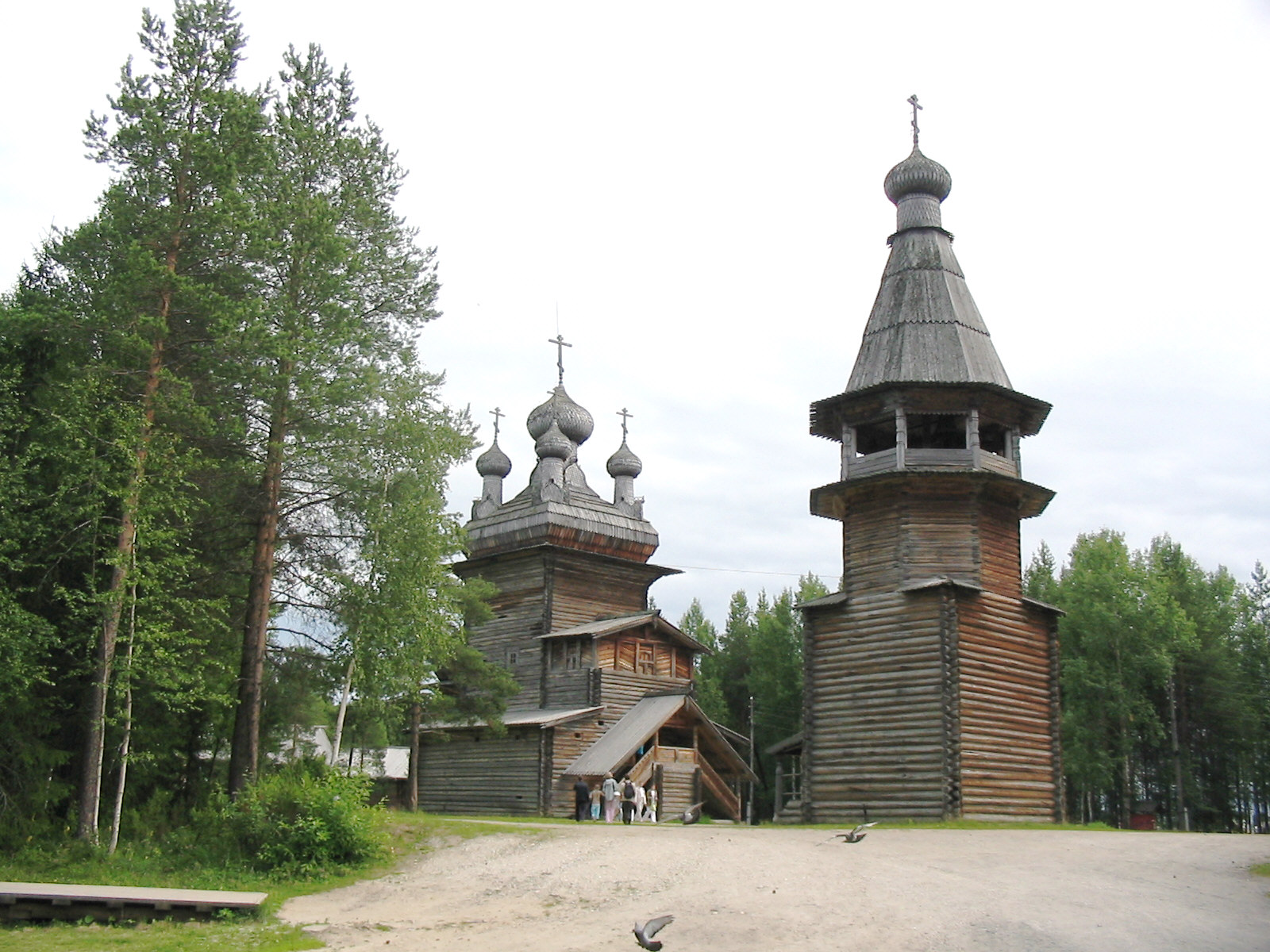
Kirche und Glockenturm in Malyje Korely

Malyje Korely (russisch Ма́лые Коре́лы) ist ein Freilichtmuseum nahe Archangelsk in Nordrussland. Der vollständige Name lautet Staatliches Museum für Holzbau- und Volkskunst der nördlichen Gebiete Russlands.

## Lage
Das Museum liegt am rechten Ufer der Nördlichen Dwina unweit der Einmündung des Flüsschens Korelka, etwa 25 Kilometer südöstlich von Archangelsk. Das beim Museum gelegene Dorf nennt sich in leicht abweichender Schreibweise Malyje Karely. Das Museum nimmt eine Fläche von 139,8 Hektar ein.
Das Freilichtmuseum ist eine der wichtigsten touristischen Sehenswürdigkeiten von Archangelsk. In der Nähe befinden sich der touristische Komplex Malyje Karely (Hotel und weitere Einrichtungen) sowie ein Skistadion.

## Geschichte
Das Museum wurde 1964 gegründet und am 1. Juni 1973 für Besucher geöffnet. Seit 1983 ist das Museum Mitglied des Verbandes der europäischen Freilichtmuseen.

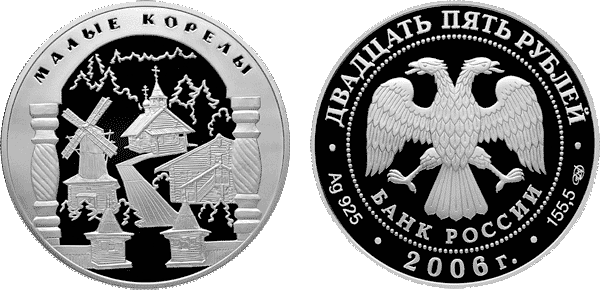

Seit 1996 steht es im Staatlichen Verzeichnis der besonders wertvollen Objekte des Kulturerbes der Völker der Russischen Föderation. 2006 gab die Bank Russlands zu Ehren des Museums eine 25-Rubel-Silbermünze heraus.

## Sammlung
Das Museum umfasst etwa 100 hölzerne Wohn-, Verwaltungs- und Kirchenbauwerke, deren älteste auf das 16. Jahrhundert datiert werden (Glockenturm aus dem Dorf Kuliga-Drakowanowo). Aus dem 17. Jahrhundert stammen die Himmelfahrtskirche (Вознесенская церковь/ Wosnessenskaja zerkow) aus dem Dorf Kuschereka und die Hl.-Georgs-Kirche (Георгиевская церковь/ Georgijewskaja zerkow) aus dem Dorf Werschiny. Zu den Exponaten gehören Bauern- und Händlerhütten, Speicher, Brunnen, Umfriedungen, Windmühlen usw. Die Gebäude wurden an den originalen Standorten zerlegt und im Museum aus den ursprünglichen Materialien wieder errichtet.
Je nach Herkunft sind die Exponate in vier Sektoren angeordnet (Kargopol-Onega, Nördliche Dwina, Mesen, Pinega). Momentan werden zwei weitere Sektoren, Pomorje und Waga, errichtet.